# Mike Mountain Horse
Mike Mountain Horse o Miistatosomitai (1884–1964) fou un membre de la tribu Blood (confederació blackfoot), que durant la Primera Guerra Mundial lluità en l'exèrcit canadenc. Des del 1920 fou membre de la Policia Muntada i treballà pel ferrocarril, i des del 1950 fou membre del Consell tribal. Va escriure My people the bloods, publicat el 1979.